# Vörösmarty Mihály Általános Iskola (Orosháza)
A Vörösmarty Mihály Általános Iskola (korábbi közismertebb nevén 3. sz. Általános Iskola) egy több feladatellátási hellyel működő állami fenntartású köznevelési intézmény. Az iskola központi épülete a város főtérének közelében található Vörösmarty Mihály utcában helyezkedik el,amely az 1900-as évek elején épült. Régebben több külterületi iskola is tartozott hozzá, amelyből ma már csak kettő van: egy a Szőlő városrészben helyezkedik el, egy pedig Rákóczitelepen található. Az intézmény fenntartója a Békéscsabai Tankerületi Központ.

## Története
Az iskolaalapítás legfőbb okai közé sorolható az 1900-as évek elején megfigyelhető demográfiai változás, amikor is a község népessége növekedésnek indult. Ennek ellenére az egyházak nem tudták finanszírozni iskoláik bővítését, sőt ekkoriban több intézményt be kellett zárni. 1900. november 13-án a képviselő-testület ülésén elhatározás született egy hat tantermes általános iskola feállításával kapcsolatban. Ezt a tervezetet eljuttatták a Vallás- és Közoktatási Minisztériumhoz, amely engedélyt adott rá.
Végül 1902. szeptember 1-jén lett kész a Vörösmarty és Deák utca északi sarkán található egyemeletes épület, amely a hat tantermen kívül egy tanítói szobát foglalt magában és ehhez tartozott egy igazgatói lakás. Az első tanévben 549 tanuló iratkozott be. 1907-ben az épületet további 6 teremmel bővítették, amelynek következtében 703 lett a tanulói létszám. Az iskolához kilenc külterületi intézmény is tartozott. Az épület az első világháború alatt vöröskeresztes kórházként funkcionált, majd a román katonák szállták meg.
Az 1939-40-es tanévben elindult a népiskola hetedik, majd 1941-ben annak nyolcadik osztálya. Az 1941-42-es tanévben minisztériumi engedéllyel elkezdődött az intézményben a szakirányú oktatás. A második világháború során az intézményt ismét a katonaság vette birtokba.
1947-ben az intézmény felvette Vörösmarty Mihály költő nevét. Az államosítást követő körzetrendezés során a felső tagozat leányiskolává vált. Az intézmény közelében tagintézmények jöttek létre az alsó tagozatosok tanulási lehetőségeinek biztosítására. Ilyen tagintézmény volt a Mikszáth, Hajnal utca és a Kettőssánc tér közelében. Az 1950-es években az iskolában tornatermet alakítottak ki. Az 1954-55-ös tanév során országos szinten másodikként elindult az ének-zene tagozat, amelyek a következő évtizedekben számos versenysikereket értek el. Az 1970-es években az iskola bővült egy sportudvarral és egy ebédlővel. Az 1983-84-es tanévben a tanulói létszám ekkor érte el csúcsát, amikor is 1064-en jártak iskolába.
A rendszerváltás során a városban először elindult a számítástechnika képzés. 1998-99-es tanévben bővítették az iskola épületét, így a 8 évfolyam már egy épületen belül tanulhatott.
Az iskola 2002-ben ünnepelte felállásának 100. évfordulóját.
2007-ben az iskola az „Orosháza Város Általános Iskolája” (szervezetileg a József Attila Általános Iskola) tagintézményé vált. Ez egészen 2011-ig volt így, amikor is az Orosházi Táncsics Mihály Gimnázium és Szakközépiskola tagintézményévé vált. 2014 óta ismét önálló iskola lett, immár székhelyintézményként, amely magában foglalja a Czina Sándor Általános Iskolát és a Rákóczitelepi Iskolát, mint tagintézményeket.

## Tagintézmények

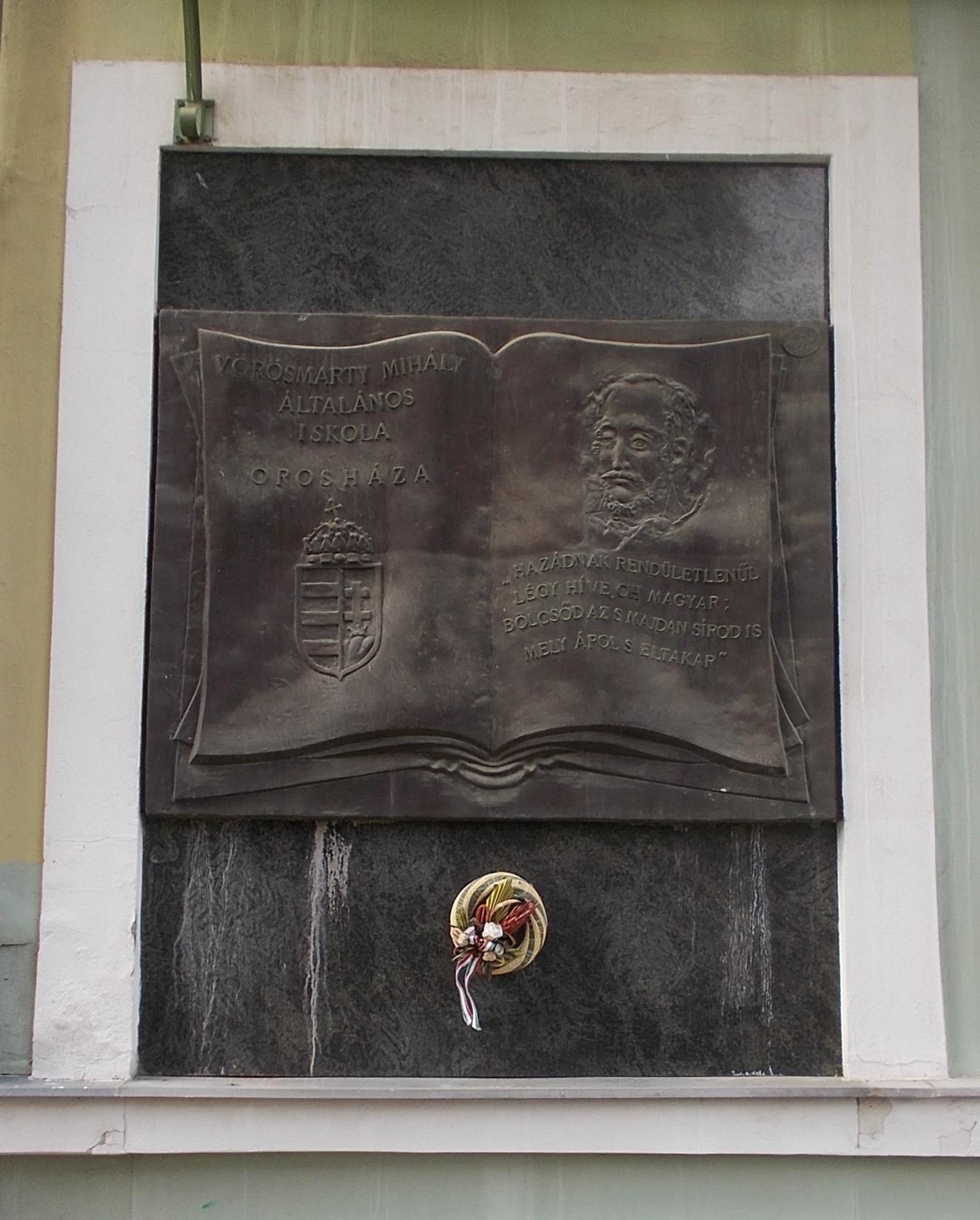
Az iskola névadójának, Vörösmarty Mihálynak a szobra.

### Orosházi Vörösmarty Mihály Általános Iskola Rákóczitelepi Tagintézménye
Az iskola az 1920-as években épült fel, megnyitására 1929. szeptember elején került sor. A második világháborút követően önállósult, majd két kéttantermes tagintézménnyel bővült Újosztás és Gyopráhalma területén (ide jártak az alsó tagozatosok). Az 1960-as években az iskola tanulóinak létszáma megközelítette a 300 főt. 1997 és 2003 között felújításon esett át az épület (tantermekkel bővült, felújították a tornatermet és kézilabdapályát),miközben az újosztási és gyopárhalmi tagintézet bezárta kapuit. 2003 óta egy épületben van a 8 évfolyam.
2000. augusztus 1-jén az intézmény az Eötvös József Általános Iskola tagintézménye lett. 2007-ben az „Orosháza Város Általános Iskolája” intézménybe integrálódott,  majd 2011. szeptember 1-jétől a Táncsics Mihály Közoktatási Intézmény és Tehetségközpont Vörösmarty Mihály Tagintézményének telephelyévé vált.

### Orosházi Vörösmarty Mihály Általános Iskola Czina Sándor Tagintézménye
Az iskola 1978. szeptember 1-jén nyitotta meg kapuit a nyolctantermes iskola. Létrejöttét társadalmi igény sürgette, mert az Orosházi Üveggyár munkásai laktak a környéken, amely a városban meglévő iskolákba való eljutást nehezítette.
2007-ben az „Orosháza Város Általános Iskolájába”, később 2011. szeptember 1-vel a Táncsics Mihály Közoktatási Intézmény és Tehetségközpont Vörösmarty Mihály Tagintézménybe integrálódott.

## A székhelyintézmény tagozatai

### Ének-zene tagozat
Az iskola 1954 óta alkalmazza a méltán elhíresült Kodály-módszert az ének-zene tagozaton. Az emelt szintű zenei oktatás mellett a diákok az iskola országos hírnevet szerzett kórusai által kamatoztatják tudásukat.

### Informatika tagozat
Az iskolában 1993 óta zajlik emelt szintű informatika oktatás. A kor szellemének megfelelő tartalom és három informatika terem biztosítja az oktatást, átlag feletti technikai feltételekkel. Cél az ECDL vizsga vagy az annak megfelelő szint elérése 8. osztályig. Az első évfolyamokon délutáni foglalkozás keretén belül, majd 3-4. osztályban heti egy órában tanulnak informatikát. A szintfelmérőt követően az emelt óraszámú tagozaton heti 4, addig az általános tantervű tagozaton heti egy vagy két alkalommal tanulhatnak informatikát. A felső tagozatosokat az informatikához szorosan kötődő szakkörök (robotika, makerspace, drón) várják.